# 罗云 (少将)
罗云（1900年10月13日—1968年11月24日），湖南涟源人，中国人民解放军将领、中国人民解放军开国少将。
曾任湖南省军区衡阳军分区司令员。1955年，授予中国人民解放军少将。